# Кумарджилар Хан

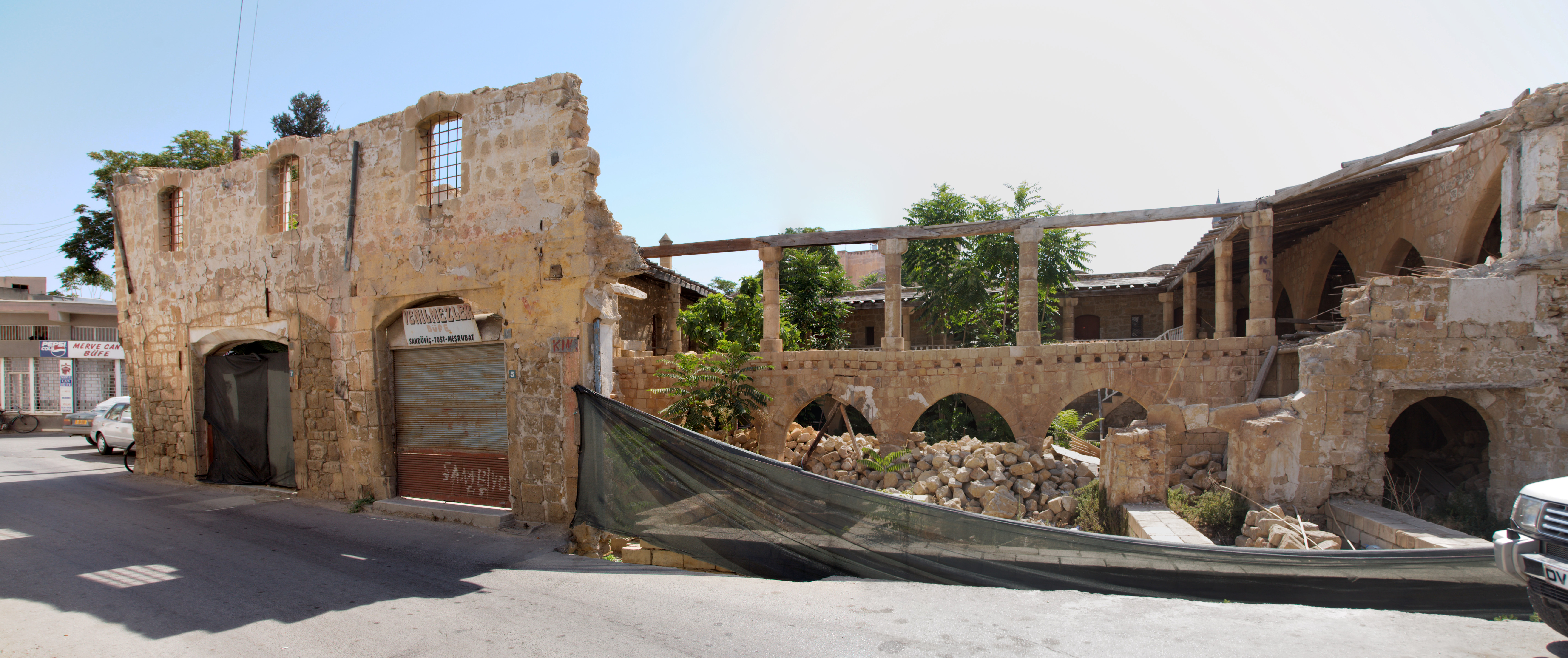
Кумарджилар Хан по состоянию на 2008 год

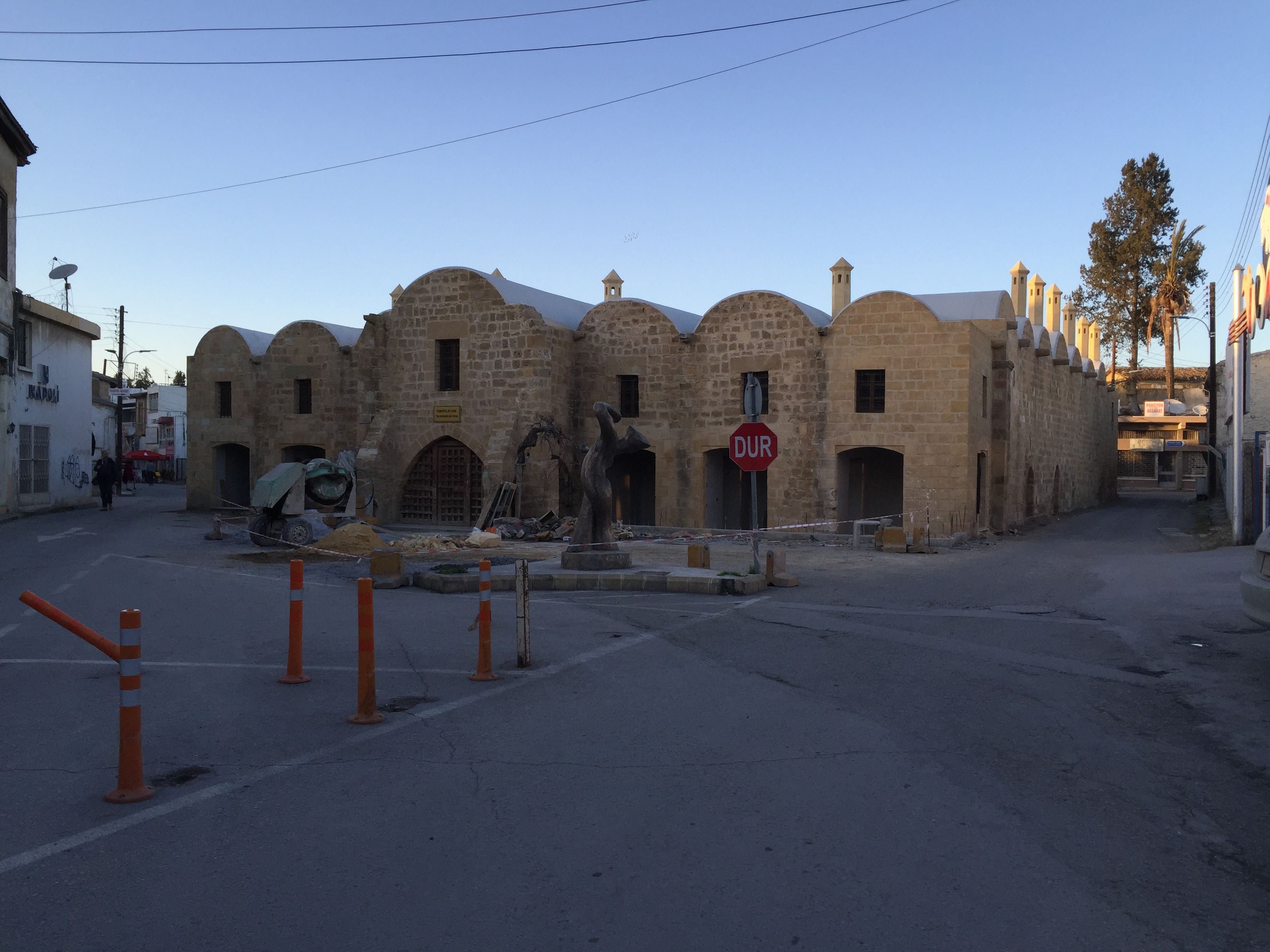
Кумарджилар Ханы после восстановления в 2016 году

Кумарджилар Хан (греч. Κουμαρτσιλάρ Χαν, тур. Kumarcilar Hani, также известный как Постоялый двор Кумарджилар) — это постоялый двор (караван-сарай) XVI века, расположенный на площади Асмаалти (англ. Asmaalti) в Северной Никосии (Кипр).

## История
Построен Кумарджилар Хан по распоряжению Лала Мустафы-паша  (тур. Lala Kara Mustafa Paşa; ок. 1500 — 07.08.1580). Это был его второй постоялый двор,  поэтому в некоторых документах название Кумарджилар Хан записано как «Новый хан» (тур. Büyük Han) .
Ханами в османскую эпоху называли постоялые дворы (вид гостиницы) для торговцев и путешественников (большей частью с вьючными животными).
В период Османской империи вокруг площади Асмаалти (тур. Buğday Pazarı) были построены три постоялых двора: на севере – «Кумарджилар Хан», на юге – «Бюйюк-Хан» (тур. Büyük Han), на северо-востоке – Тахсина Хан (тур. Tahsin Han). На западе и востоке были размещены различные строения, в том числе баня и кузнечная мастерская.
При изучении записей, относящихся к Османской эпохе, были обнаружены разные названия этого постоялого двора. Первоначально караван-сарай назывался «Кумбараджилар Хан», в честь подразделения османской армии "кумбараджылар". В 1881 году на карте он обозначался как «Кучук-хан» (Маленькая гостиница), в 1936 году Руперт Ганнис упомянул название «Хан странствующих музыкантов». Также встречаются названия «Химарджилар», «Кумари» (тур. Kumari), «Кумарчи» (тур. Kumarci).
В здании Кумарджилар Хан некоторое время находился офис Департамента древностей.
Здание было под угрозой разрушения и в течение 35 лет было заброшено из-за отсутствия финансирования на проведение ремонтно-реставрационных работ. Капитальная реконструкция объекта была осуществлена после 2008 года.

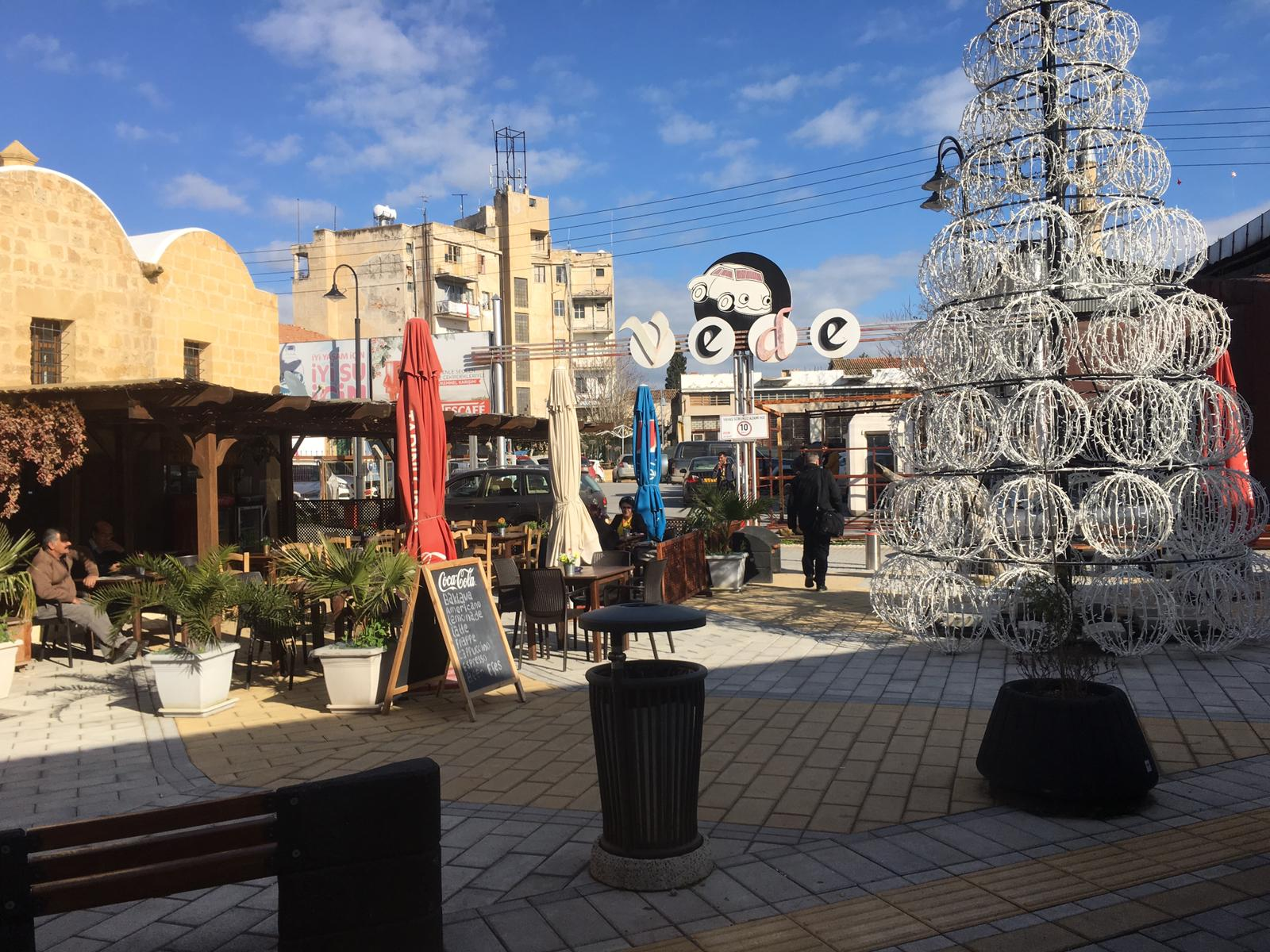
Кумарджилар Ханы, 2018 год

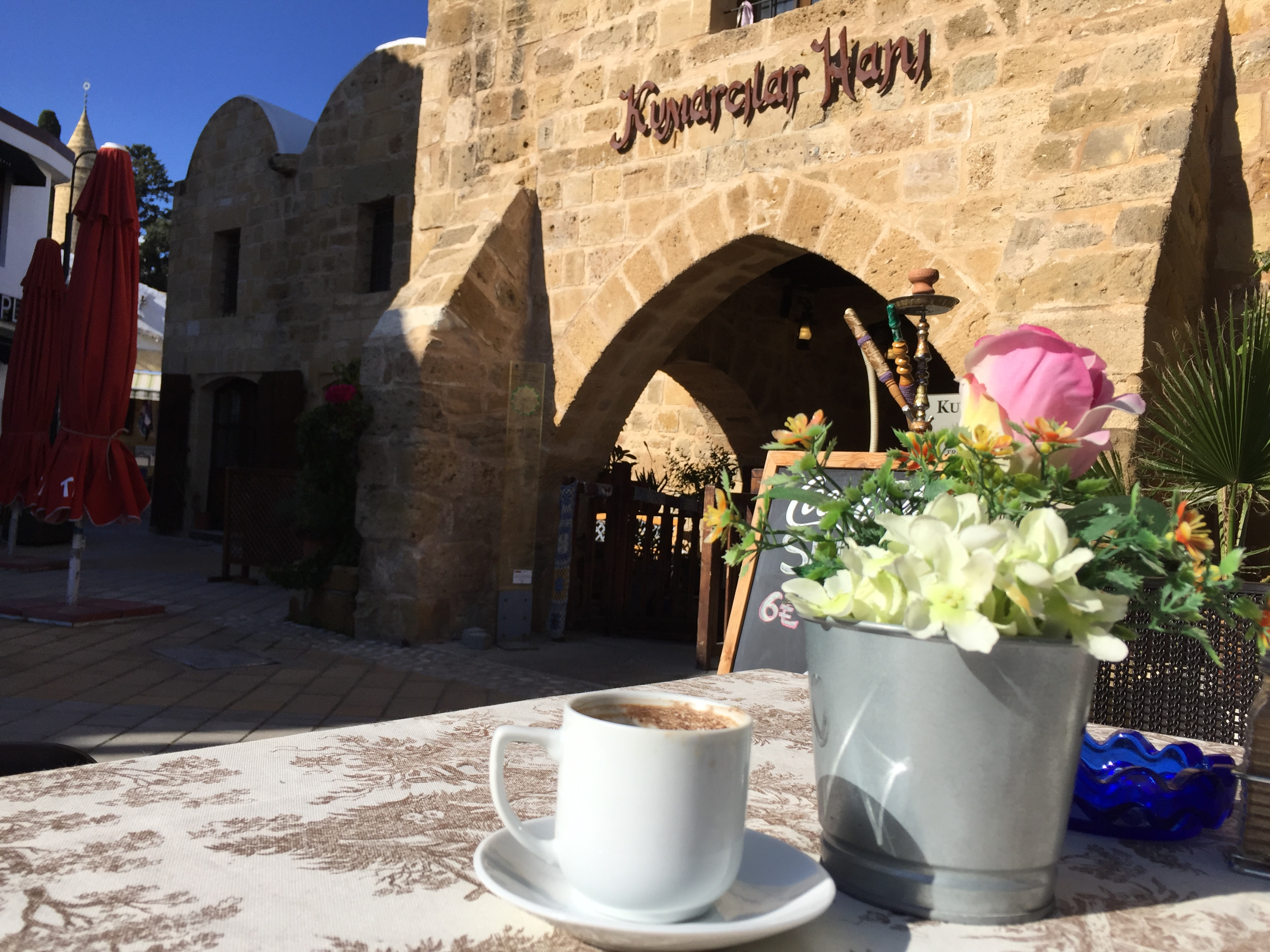
Кумарджилар Ханы

Кумарджилар Хан был полностью отреставрирован к началу 2018 года. Сохранились фрагменты керамики, арки венецианского периода. Многочисленные кофейни и магазины, торгующие местными товарами, воссоздают атмосферу древности.

## Архитектура
Кумарджилар Хан – это постоялый двор, построенный в стиле османской  архитектуры. Постоялый двор состоит из прямоугольного двухэтажного здания и внутреннего двора. Первоначально в здании было 52 комнаты, сохранилось только 44.
Для определения периода построения стены образцы камня и раствора в 2016 году были отправлены на исследование. Также было обнаружено большое количество кувшинов, фрагментов керамики. Было установлено, что здание было построен на руинах другого здания и при строительстве были использованы остатки старых построек: остатки фундамента и арочная входная дверью относятся к венецианскому периоду.
Вход во внутренний двор комплекса только один. Через арочные готические ворота можно попасть во внутренний двор. Вход охранялся, на ночь запирался толстой цепью.
Внутренний двор находится под открытым небом,  и окружён самим зданием.
Стены здания толстые и мощные. Во время реставрации была обнаружена стена с двумя арочными проёмами, толщиной 70 см.
На первом этаже были кладовые и стойла для животных. В этих помещениях был каменный пол и наружные окна.
Комнаты верхнего этажа использовались как спальные помещения. Комнаты имеют цилиндрические своды. Деревянные веранды перед комнатами покрыты черепицей. В комнатах прямоугольные и зубчатые окна. В некоторых комнатах установлены камины. Пол второго этажа выложены гладким мрамором.
Балкон второго этажа был покрыт деревянной крышей, которая лежала на толстых каменных колоннах.